# Salzlecke (Bad Suderode)

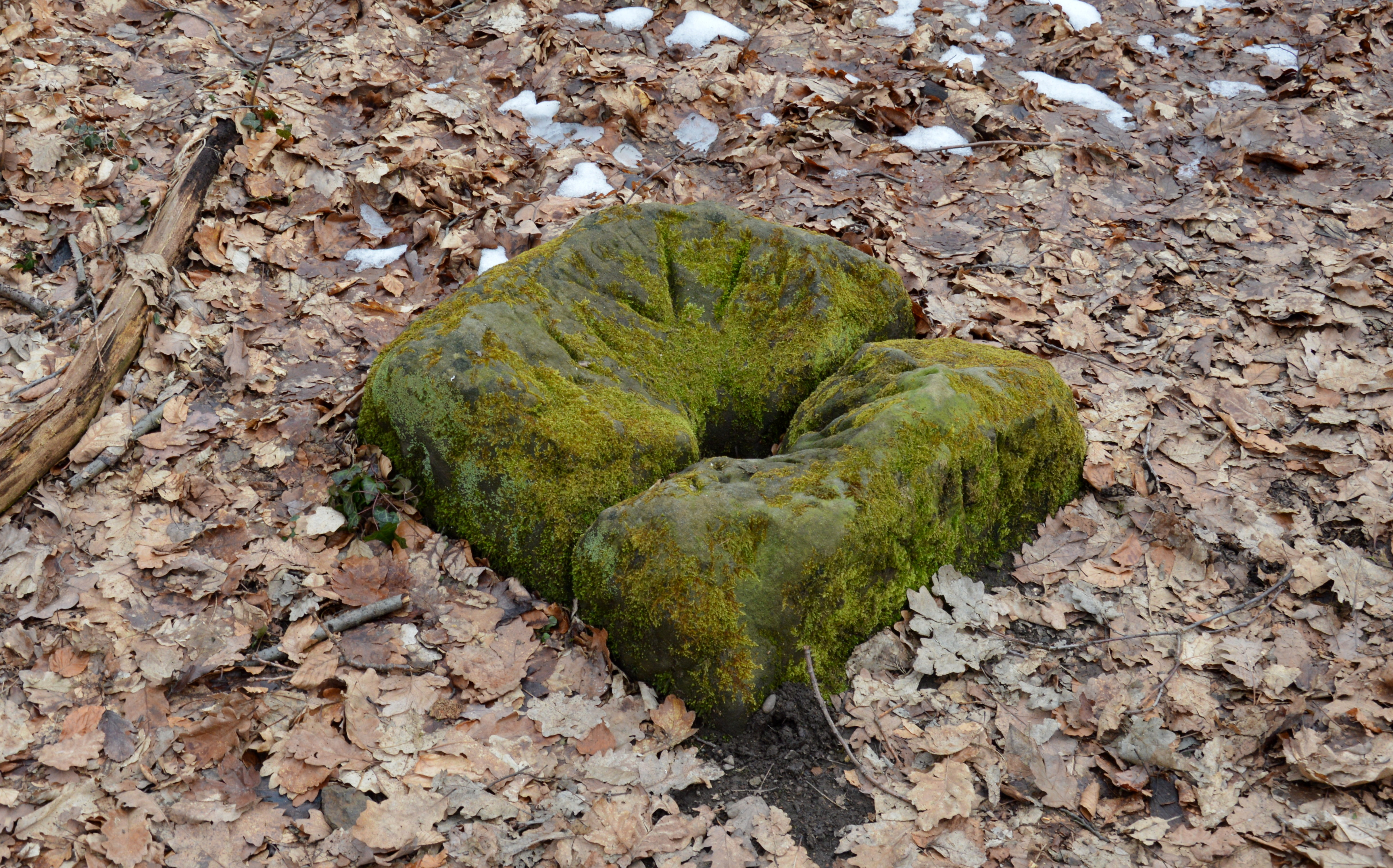
Salzlecke, 2018

Die Salzlecke, auch als Teufelsstein, des Teufels Waschbecken oder Opferstein bezeichnet, ist eine historische Salzlecke in der Gemarkung Bad Suderode in Sachsen-Anhalt.

## Lage
Er befindet sich in den Wäldern südlich von Bad Suderode im Harz auf der Ölbergshöhe, südlich des Preußenturms. Die Salzlecke liegt auf dem Boden auf dem Weg vom Preußenturm zum Aussichtspunkt auf der Ölbergshöhe.

## Gestaltung
Der Leckstein stammt vermutlich aus dem Jahr 1573. Andere Angaben nennen unkonkreter die Mitte des 16. Jahrhunderts. Er ist aus Sandstein gefertigt und annähernd quadratisch mit einer Kantenlänge von 72 Zentimetern bei einer Stärke von etwa 42 Zentimetern. Zur Mitte hin weist der Stein eine 24 Zentimeter tiefe Vertiefung auf. Mehrere Rillen führen in Richtung der Steinmitte. Am Rand des Steins befinden sich verschiedene Symbole die als Sonnenzeichen und Runen gedeutet werden könnten. Außerdem können zwei gekreuzte Hämmer, möglicherweise ein Symbol aus dem Bergbau, erkannt werden.

## Geschichte
Es gab mehrere vergleichbare Steine in dem Gebiet, von denen Bruchstücke im Waldgebiet des Düsteren Berges zu finden sind. Sie dienten zur Versorgung von Tieren mit Mineralien. Eine urkundliche Erwähnung liegt aus dem Jahr 1607 vor. Mit Schreiben vom 17. Oktober 1607 beschwerte sich der Gernröder Amtmann Kaspar Gerlach bei der Äbtissin des Quedlinburger Stifts, Maria von Sachsen-Weimar über die Beschlagnahme von drei entlaufenen Gernröder Schweinen durch den Suderöder Förster und verlangte die Herausgabe. Die Tiere waren von den Gernrödern auf den Suderöder Schwedderberg zur Eichelmast getrieben worden. Die Äbtissin sagte eine Herausgabe zu, verlangt jedoch ein Pfandgeld und Schadensersatz. Gerlach wendet dagegen am 20. Oktober 1607 ein, dass für die Gernröder ein Gewohnheitsrecht zur Schweinemast am Schwedderberg, nahe dem heutigen Standort der Salzlecke, bestehe, das allerdings nicht die Nutzung der vor 34 Jahren eingerichteten Salzlecken umfasse. In einer Wiedergabe des Schriftwechsels wird allerdings die Einrichtung der Salzlecke im Opferstein angemerkt, der danach zuvor eine andere Funktion gehabt hätte.

## Sagen
Die ungewöhnliche Form des Steins gab Anlass zu verschiedenen Spekulationen und Sagen über die Funktion des Steins. Für möglich wurde die Funktion eines altgermanischen Opfersteins gehalten. Nach der Sage Der Opferstein von Suderode hieb der Teufel aus Wut über den Bau der Neue Kirche Bad Suderode und der Nichtbeachtung des Teufels und des Opfersteins zu den altväterlichen Festen seine Klauen in den Stein, wodurch die Rillen auf der Oberseite entstanden seien. Danach habe der Teufel die Kirche gedreht, so dass ihr Eingang heute nach Süden, in Richtung des Opfersteins zeige, wodurch die Kirchgänger bei Verlassen der Kirche daran erinnert würden, dass man etwas Neues nicht lieben könne, ohne das Alte zu würdigen. Als Opferstein wird der Stein auch in der Sage Die drei Siebe bezeichnet. Nach dieser Sage habe die Weise vom Olberg am Stein Rituale durchgeführt. Die Weise gibt in der Sage einer jungen Frau den Rat, eine Botschaft an andere erst durch drei Siebe zu filtern: Ist sie völlig von der Wahrheit überzeugt? Ist es eine gute Kunde? Ist die Nachricht für den Adressaten nützlich?